# Kepler-122b
Kepler-122b es un planeta extrasolar que forma parte de un sistema planetario formado por al menos cuatro planetas. Orbita la estrella denominada Kepler-122. Fue descubierto en el año 2014 por la sonda Kepler por medio de tránsito astronómico.